# Le Vaud
Le Vaud är en ort och  kommun i distriktet Nyon i kantonen Vaud, Schweiz. Kommunen har 1 403 invånare (2023).